# Alzey
Alzey (phát âm tiếng Đức: [ˈaltsaɪ]) là một thị xã bang Rheinland-Pfalz, Đức. Đây là thủ phủ hành chính của huyện Alzey-Worms, là thị xã lớn thứ 4 ở Rheinhessen, sau Mainz, Worms, và Bingen. 
Alzey có diện tích 35,21 km², dân số cuối năm 2006 là 18.173 người.
Alzey kết nghĩa vớih: 
- Harpenden, Anh, từ năm 1963
- Josselin, Pháp.
- Kamenz, Đức.
- Kościan, Ba Lan.
- Lembeye, Pháp.
- Rechnitz, Áoa.

## Gallery

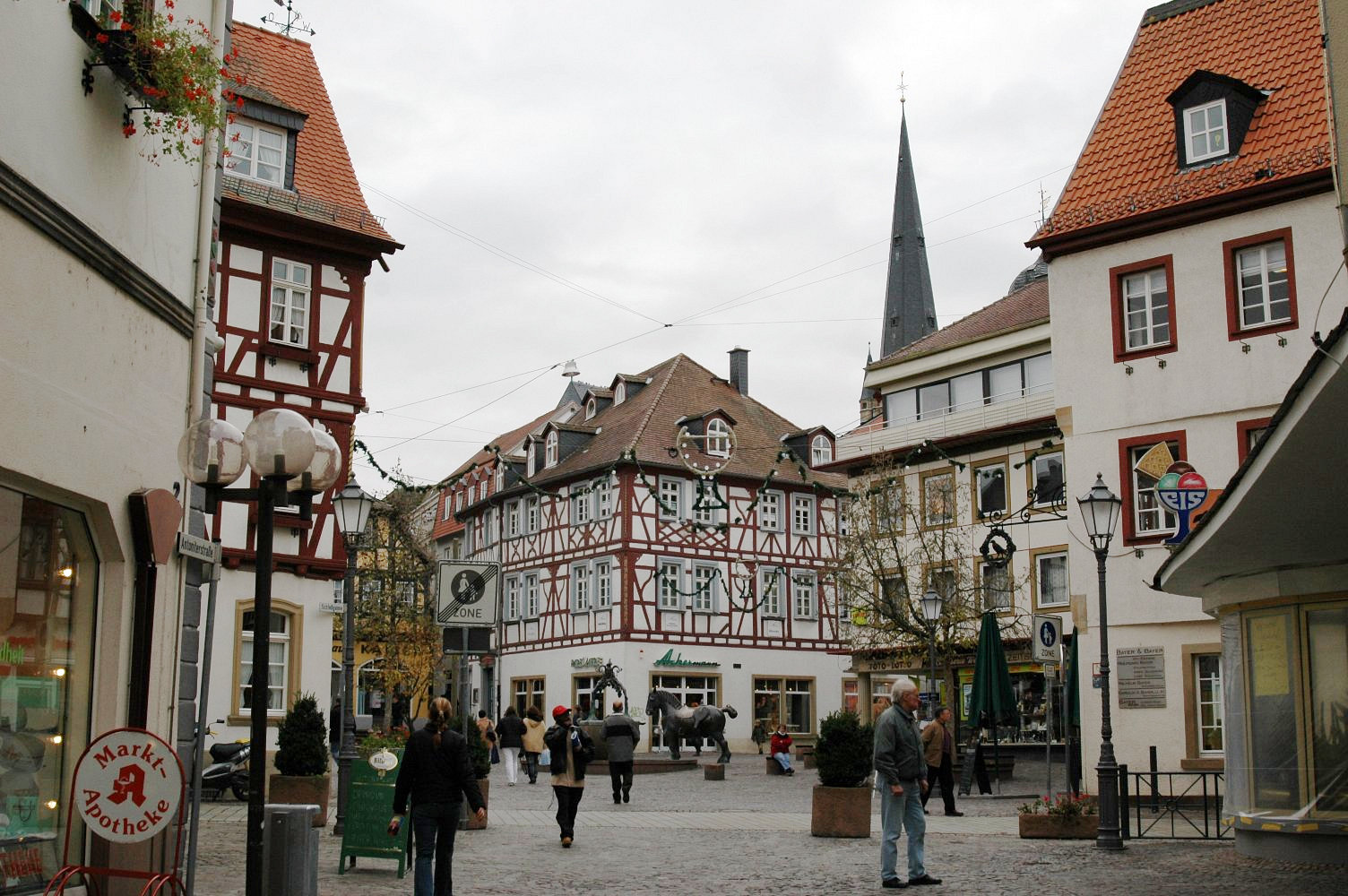
Der Alzeyer Rossmarkt
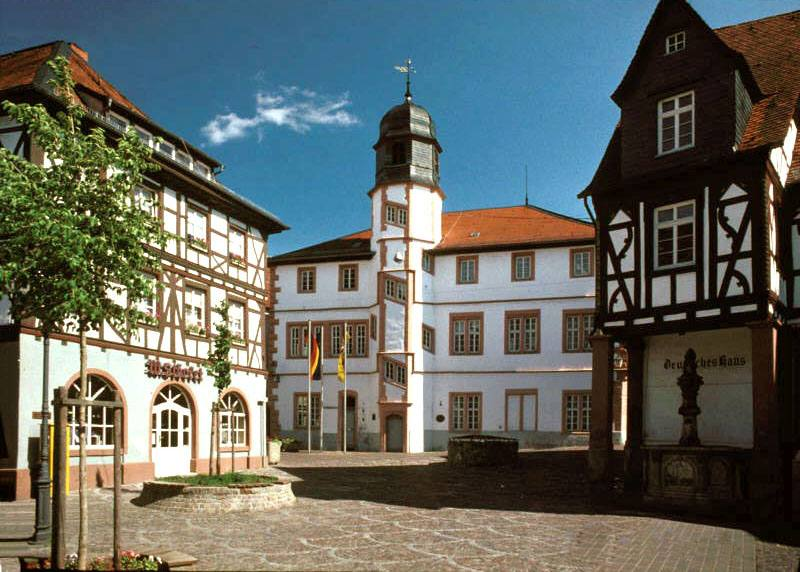
Der Fischmarkt
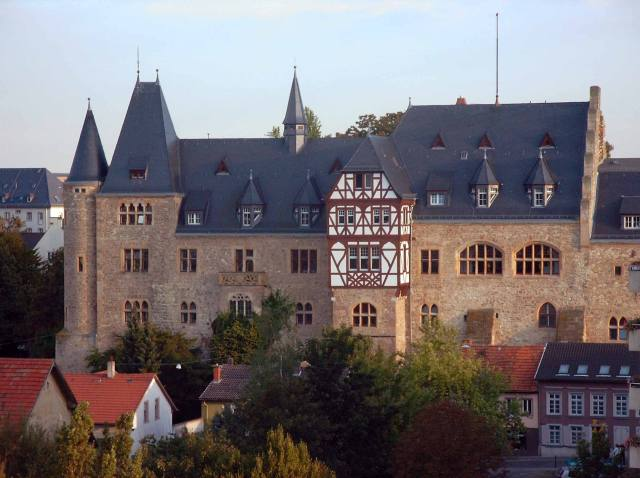
Das Schloss